# چنداسپرمی

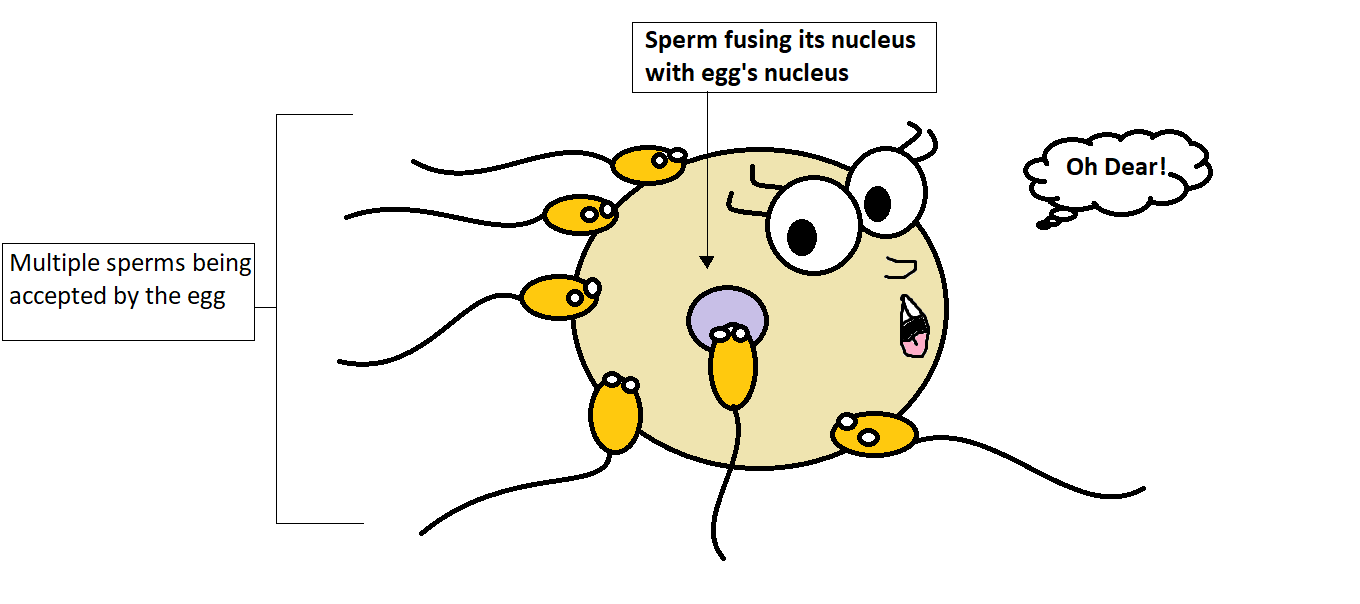
هنگام چنداسپرمی فیزیولوژیک، تخمک چندین اسپرم را می‌پذیرد اما تنها به یک اسپرم اجازه می‌دهد تا هسته خود را با هسته تخمک ترکیب کند.

در زیست‌شناسی، چنداسپرمی (به انگلیسی: Polyspermy) لقاح یک تخمک با بیش از یک اسپرم را توصیف می‌کند. ارگانیسم‌های دیپلوئیدی معمولاً دارای دو نسخه از هر کروموزوم و یکی از هر والدین هستند. از سوی دیگر، سلول حاصل از چنداسپرمی، دارای سه یا چند نسخه از هر کروموزوم است - یکی از تخمک و یک نسخه از چند اسپرم. معمولاً نتیجه یک زیگوت نادوام است. این ممکن است به این دلیل رخ دهد که اسپرم در رسیدن و بارور کردن تخمک به دلیل فشارهای انتخابی رقابت اسپرمی بسیار کارآمد است. چنین وضعیتی اغلب برای زن زیان‌بار است: به عبارت دیگر، رقابت مرد-مرد بین اسپرم‌ها برای ایجاد درگیری جنسی به وجود می‌آید.